# 파멜라 커슨

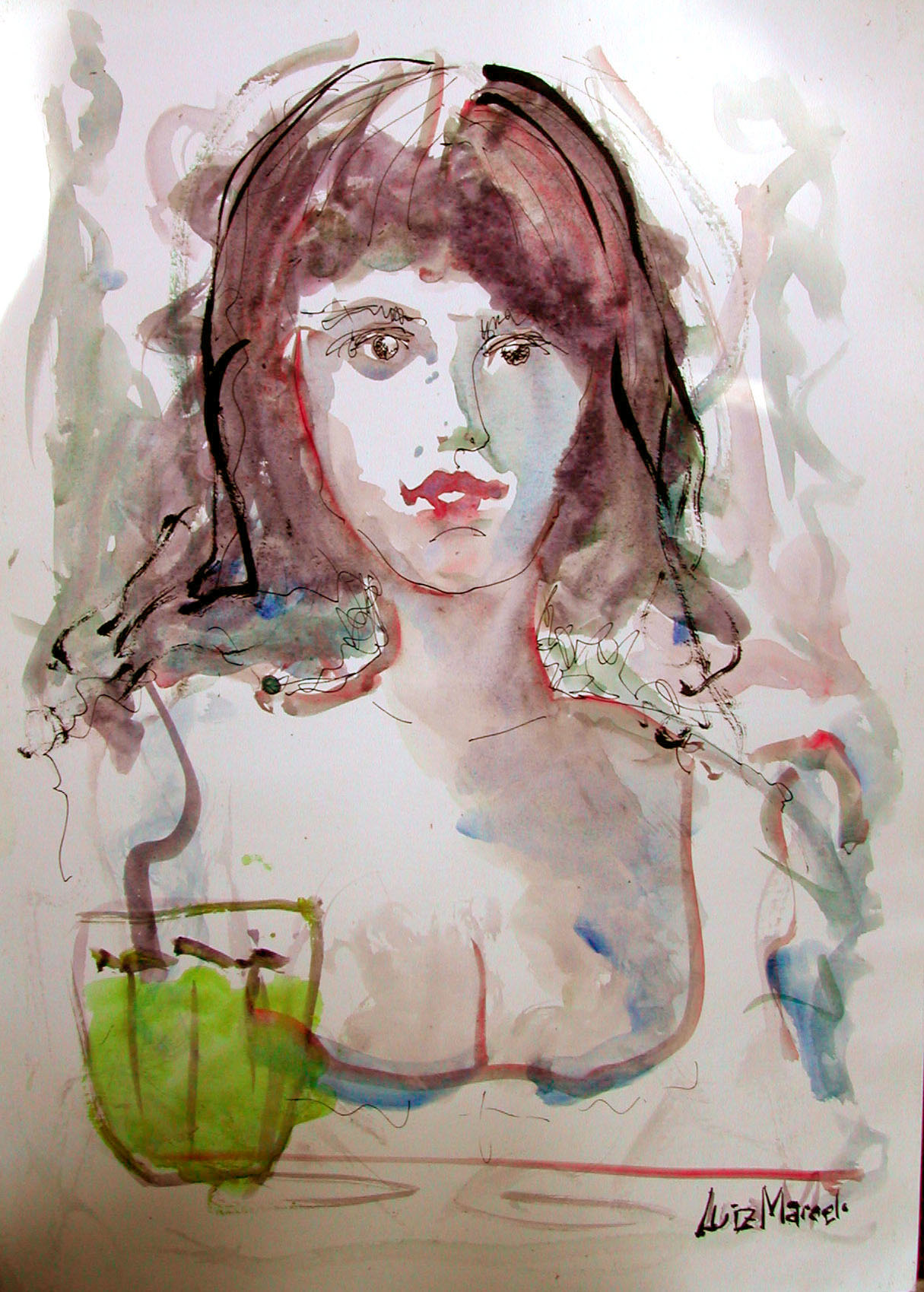
파멜라 커슨의 초상화

파멜라 수잔 커슨(영어: Pamela Susan Courson, 1946년 12월 22일 ~ 1974년 4월 25일)은  도어즈의 멤버인 짐 모리슨의 여자친구였다. 커슨은 1971년 파리 아파트 욕조에서 모리슨의 시신을 발견했다고 말했다. 그녀는 그보다 3년 뒤인 1974년에 사망했다. 그녀는 이후에 법적으로 그의 일반 부인으로 인정되었다.